# Martinice v Krkonoších
Pour les articles homonymes, voir Martinice.
Martinice v Krkonoších (jusqu'en 1991 : Martinice ; en allemand : Merzdorf, précédemment : Martinitz) est une commune du district de Semily, dans la région de Liberec, en Tchéquie. Sa population s'élevait à 611 habitants en 2021.

## Géographie
Martinice v Krkonoších se trouve à 4 km au sud-est de Jilemnice, à 15 km à l'est-sud-est de Semily, à 40 km au sud-sud-est de Liberec et à 97 km au nord-est de Prague.
La commune est limitée par Jilemnice au nord, par Horní Branná au nord-est, par Studenec à l'est et au sud, et par Roztoky u Jilemnice à l'ouest.

## Histoire
La première mention écrite de la localité date de 1492.

## Transports
Par la route, Loučky se trouve à 11 km de Vrchlabí, à 21 km de Semily, à 60 km de Liberec et à 124 km de Prague.